# Mys-Kamennyj
Mys-Kamennyj (rusky Мыс Каменный) je osada v Jamalském okrese v Jamalo-něneckém autonomním okruhu v Rusku. V roce 2012 zde žilo 1 745 obyvatel.

## Etymologie
Kolem osady je jen rovina a tundra. Nikde žádná skaliska ani kámen, který by mohl dát osadě jméno. V roce 1828 ruský mořeplavec I. N. Ivanov navštívil domorodou něneckou vesnici, která se jmenovala Pey-sala (česky Křivý mys). Ivanovovi to znělo podobně jako Pe-sala (česky Kamenitý mys) a proto si to přeložit do ruštiny a zanesl do mapy.

## Geografie
Osada se nachází v západní části poloostrova Jamal v Obském zálivu, podél Kamennaje kosy. Kolem osady jsou roviny. Průměrná výška nad mořem je jen jeden metr.
Patří do ruského hraničního pásma, které je v rámci Jamalo-něneckého autonomního okruhu zřízeno v pásu terénu širokém 10 km od mořského pobřeží.
Nachází se 200 km od okresního centra Jar-sale a 380 km severovýchodně od regionální centra Salechard.

## Podnebí
Mys-Kamennyj se nachází v oblasti charakterizované kontinentálním subpolárním klimatem. Nejteplejším měsícem je srpen s průměrnou teplotou 10 °C. Nejchladnějším měsícem je únor s průměrnou teplotou -25,6 °C.

## Dějiny
V roce 1828 si ruský navigátor Ivanov poznamenal do svého deníku, že na místě stojí nevelká osada něneckých chovatelů sobů a pojmenoval ji jako Mys Kamennyj.
V roce 1947 se Rada ministrů SSSR rozhodla v osadě urychleně vybudovat tajnou námořní základnu - přístav Severního námořnictva. Dále bylo rozhodnuto urychlene vybudovat železnici o délce 499 km, která by napojila osadu na sovětskou železniční síť. V roce 1948 se ukázalo, že vody Obského zálivu jsou pro svou malou hloubku a pohyblivost písčité půdy nevhodné pro stavbu námořní základny. V roce 1949 bylo rozhodnuto o zastavení výstavby základny.
Později byla v osadě zřízena sovětská meteorologická a výzkumná polární stanice. Bylo zde zřízeno letiště a překladiště. Od 60. let 20. století v okolí osady probíhal průzkum ložisek ropy a zemního plynu. V listopadu 1981 začala první těžba na poli Kamennomysskoje.
Po rozpadu SSSR došlo k rychlému vylidnění osady.
Po roce 2000 se osada začala rozvíjet v souvislosti s těžebním polem Novoportovskoje, kde jsou odhadované zásoby více než 320 miliard metrů krychlových zemního plynu. Osada Mys-Kamennyj od roku 2013 funguje jako překladiště pro toto těžební pole.
V letech 2016 až 2019 byl v osadě spuštěn program likvidace historického dědictví, kdy bylo z osady a jejího okolí sesbíráno více než 2,5 tisíce tun kovového šrotu, který ohrožoval ekologii v okolí. Během této tříleté akce byl vylepšen vzhled osady a vytvořena nová místa pro aktivní odpočinek obyvatel.

## Hospodářství
V osadě se nachází ropný nakládací terminál Brána Arktidy, který umožňuje nakládat ropné tankery. Kapacita překladiště je až 6,5 milionu tun ropy ročně.
Většina obyvatel osady pracuje ve veřejném sektoru - školství, zdravotnictví a kultura.

### Letecká doprava
V osadě je malé letiště, které přijímá letadla a helikoptéry ze Salechardu a z Jar-sale. Letecká doprava funguje celoročně.

### Námořní doprava
Během plavebního období je osada napojena na severní mořskou cestu, připlouvají sem lodě především z Archangelska.

### Silniční doprava
V průběhu zimního období je osada napojena na ostatní osady a města přes tzv. zimní silnice.

## Zajímavosti
- Po několik desetiletí nebyla osada Mys-Kamennyj na sovětských mapách vůbec označena, protože byla prohlášena za tajný přístav pro ponorky.[4]
- Do roku 2014 neměla osada veřejné osvětlení.[4]